# North Haven (condado de New Haven)
North Haven es un lugar designado por el censo ubicado en el condado de New Haven en el estado estadounidense de Connecticut. En el año 2010 tenía una población de 24,093 habitantes.

## Geografía
North Haven se encuentra ubicado en las coordenadas 41°22′54″N 72°51′26″O / 41.38167, -72.85722.